# 膀胱括約筋
膀胱括約筋（ぼうこうかつやくきん、bladder sphincter）とは、内尿道口周囲にある平滑筋で蓄尿に働いている。交感神経である下腹神経、副交感神経である骨盤内臓神経に支配される。
収縮（蓄尿）は下腹神経が、弛緩（排尿）は骨盤内臓神経が行う。この膀胱括約筋は解剖学での呼び方で生理学では内尿道括約筋という。
2つの筋肉が含まれており男性では直腸と膀胱の間にある直腸膀胱筋及び恥骨と前立腺の間にある恥骨前立腺筋、女性では子宮と膀胱の間にある直腸子宮筋と恥骨と膀胱との間にある恥骨膀胱筋がある。